# Pantern
Pantern (en français : la panthère) est une tour situé dans le quartier II à Turku en Finlande.

## Pantern
Pantern est un immeuble résidentiel de style Art nouveau construit sur une pente raide à côté de la colline Vartiovuorenmäki. 
Le nom Pantern (panthère) du bâtiment, vient du nom de l'îlot urbain du plan de la ville de Turku dessiné par Carl Ludwig Engel.  
Une maison en bois conçue par Pehr Johan Gylich a été démolie pour faire place au bâtiment Pantern de 5 étages.
Frithiof Strandell a terminé les plans du nouvel édifice au printemps 1909 et la maison a été achevée l'année suivante.  
Les façades de Pantern font face à la fois à Kaskenkatu et à Vartiovuorenpuisto. 
Pantern poursuit le thème de la maison voisine Hjorten conçue aussi par Frithiof Strandell. 
Dans les deux bâtiments, Strandell a utilisé un placement asymétrique des tours, ce qui adoucit leur aspect massif. 
Le coin de Kaskenkatu et Dominikanipolku est arrondi. 
Les portes et les encadrements de fenêtres du bâtiment sont en chêne. 
Les vitraux de Pantern et les motifs de la façade sont l'œuvre de l'artiste peintre Willy Baer. 
Willy Baer a également peint, par exemple, ceux de Hjorten.  
Le bâtiment était principalement utilisé pour aménager de grands appartements.
Il y avait quatre locaux commerciaux aux premier et deuxième étages et quelques appartements plus petits du côté de la cour. 
Au deuxième étage, il y avait un appartement de sept pièces avec cuisine et un de trois pièces avec cuisine. 
Les étages supérieurs comportaient chacun quatre appartements: trois pièces avec cuisine, quatre pièces avec cuisine, cinq pièces avec cuisine et sept pièces avec cuisine. 
Les plus grands appartements étaient les appartements d'angle des escaliers B. 
Trois escaliers principaux et deux escaliers pour les domestiques ont été aménagés.

## Uusi pantern
En 1939, une partie la plus récente, l'Uusi Pantern (nouvelle panthère), a été construite en bordure du bloc du côté de la rue Hämeenkatu. 
Ce grand bâtiment crépi, conçu par l'architecte Bertel Jung, est le représentant le plus important à Turku de la forme intermédiaire entre le Classicisme nordique des années 1930 et le fonctionnalisme.